# Église Saint-Pierre de Pérignac
Pour les articles homonymes, voir Église Saint-Pierre.
L'église Saint-Pierre est une église catholique située à Pérignac, en France.

## Localisation
L'église est située dans le département français de la Charente-Maritime, sur la commune de Pérignac.
L'eglise de Pérignac date du XIIe siècle. Elle est de style roman.

## Description
L'église Saint-Pierre de Pérignac est une église de style roman, datant du XIIe siècle. Elle est du même nom que sa cousine l'église paroissiale de Cugand (85).

## Protection
L'église Saint-Pierre est classée au titre des monuments historiquest par arrêté du 21 janvier 1907.